# Legis actio per condictionem
La legis actio per condictionem è una modalità di tutela dei diritti nell'ambito del lege agere di diritto romano esistente dal III secolo a.C.
Si tratta di un'azione astratta, che non necessita di una causa.

## Procedura
La procedura era simile alla legis actio per iudicis arbitrive postulationem, tanto che il giurista Gaio non ne comprendeva l'utilità: l'attore affermava davanti al convenuto che questi era debitore verso di lui di una data somma di danaro e gli chiedeva di riconoscere il suo debito.
Se il convenuto negava, lo si intimava di comparire dinnanzi al pretore entro 30 giorni. Il pretore nominava il giudice che si sarebbe pronunciato sulla controversia. Usualmente il convenuto per evitare la condictio provvedeva a pagare il debitum. Contro il convenuto giudicato debitore di una somma di denaro, il creditore, procedeva, se del caso, con legis actio per manus iniectionem.